# Jean-Joseph de Croze
Jean-Joseph de Croze est un homme politique français né le 9 novembre 1753 à Brioude (Haute-Loire) et mort le 18 janvier 1836 à Brioude.

## Biographie
Il est élu député de la Haute-Loire au Conseil des Cinq-Cents le 24 vendémiaire an IV, jusqu'en l'an VIII. Il est nommé sous-préfet de Brioude en 1805 et redevient député de la Haute-Loire en 1815, pendant les Cent-Jours.

## Sources
- « Jean-Joseph de Croze », dans Adolphe Robert et Gaston Cougny, Dictionnaire des parlementaires français, Edgar Bourloton, 1889-1891 [détail de l’édition]